# Le Livre d'or de la science-fiction : Fritz Leiber
Le Livre d'or de la science-fiction : Fritz Leiber est une anthologie, publiée en juin 1982 en France, composée de quinze nouvelles de science-fiction consacrées à l'œuvre de Fritz Leiber. Rassemblées par Alain Dorémieux, les nouvelles sont parues entre 1950 (Le vaisseau lève l'ancre à minuit) et 1975 (Voyage de nuit).

## Publications
L'anthologie fait partie de la série francophone Le Livre d'or de la science-fiction, consacrée à de nombreux écrivains célèbres ayant écrit des œuvres de science-fiction. Elle ne correspond pas à un recueil déjà paru aux États-Unis ; il s'agit d'un recueil inédit de nouvelles, édité pour le public francophone, et en particulier les lecteurs français.
L'anthologie a été publiée en juin 1982 aux éditions Presses Pocket, collection Science-fiction no 5138  (ISBN 2-266-01150-2), et a été rééditée en 1991 dans la collection Le Grand Temple de la S-F avec pour titre Le Vaisseau lève l'ancre à minuit  (ISBN 2-266-04308-0).
L'image de couverture a été réalisée par Marcel Laverdet.

## Préface
- Leiber le Vagabond, préface de Jacques Goimard.

## Liste des nouvelles
- Le vaisseau lève l'ancre à minuit (The Ship Sails at Midnight, 1950)
- La Maison d'hier (Yesterday House, 1952)
- Le Jour du professeur Kometevsky (Dr. Kometevsky's Day, 1952)
- Une balle à son nom (Bullet With His Name, 1958)
- La Vieille Petite Miss Macbeth (Little Old Miss Macbeth, 1958)
- Essayez de changer le passé (Try and Change the Past, 1958)
- Nos vacances en soucoupe (Our Saucer Vacation, 1959)
- Le Matin de la damnation (Damnation Morning, 1959)
- Créativité pour les chats (Kreativity for kats, 1961)
- Les Lunettes du professeur Dragonet (The Goggles of Dr. Dragonet, 1961)
- Chants secrets (The Secret Songs, 1962)
- Les Corridors noirs (Black Corridor, 1967)
- La Racine carrée du cerveau (The Square Root of Brain, 1968)
- Amérique la belle (America the Beautiful, 1970)
- Voyage de nuit (Night Passage, 1975)